# Fria kriget
Fria kriget är en form av gerillakrigföring som förs med avskurna och ofta splittrade mindre militära enheter inom av fienden taget område. Striden skall främst genomföras med eldöverfall och överfall mot fiendens staber, fordonskolonner, förläggningar och förråd för att försvåra fiendens verksamhet. Inom ockuperade områden kommer också jägarförband att genomföra störstrid, som är en planerad operation bakom fiendens linjer – till skillnad mot fria kriget som är oplanerat. Under det kalla kriget ingick det fria kriget i större eller mindre grad i värnpliktsutbildningen och syftet var att samtliga värnpliktiga soldater skulle kunna bedriva gerillakrigföring vid ockupation av svenskt territorium.

## Fria kriget i moderna Försvarsmakten
Fria kriget behandlas i modern tid av vissa handböcker. I huvudsak Arméreglemente Taktik  (AR Taktik, 2013), Handbok Markstrid Pluton (MSH Pluton, 2016), samt Handbok Markstrid Grupp (MSH Grupp, 2016).
AR Taktik, har följande att säga om fria kriget: 
| ” | Avskurna förband, som inte har kontakt med högre chef och inte kan lösa sin ordinarie uppgift, övergår till fria kriget. Den tidigare inledda striden på motståndarens djup fortsätter. Alla förband som lämnas kvar i område som behärskas av motståndaren, skall kunna störa hans verksamhet. Striden genomförs i mindre enheter, i regel grupp och pluton. Samhällets resurser utnyttjas varvid hänsyn tas till civilbefolkningens försörjning. Resurser tas om möjligt från motståndaren. Striden förs så att egna förluster minimeras. Vid val av mål måste hänsyn tas till risken för repressalier mot civilbefolkningen. Risken för upptäckt och behovet av områden att gömma sig i kan bli styrande för stridens förande. Större städer, tätortsbebyggelse, betäckta och starkt kuperade områden är särskilt lämpade för fria kriget. I öppen terräng måste vår ambition vara begränsad. Lång uthållighet och överlevnad prioriteras. Striden förs så att motståndaren överraskas och ständigt känner sig hotad. Stridstekniken varieras. Okonventionella metoder utnyttjas. Intensiteten i striden varieras genom samordning till tid, rum och målval. Viktiga mål är till exempel motståndarens chefer och staber, indirekta bekämpningsförband, förbindelser samt logistik. Strävan skall vara att återfå kontakt med eget förband. Enheter som inte kan få det skall söka kontakt med andra förband för att kunna inordnas i deras strid eller samordna ett fortsatt fria krig. Under fria kriget är det särskilt viktigt att enheter på alla nivåer tillser att folkrätten efterlevs. | „ |

Handbok Markstrid - Pluton samt Handbok Markstrid - Grupp har följande att säga om fria kriget:
| ” | Enheter som skiljs åt under strid och som inte kan förenas med egna förband eller fortsätta striden enligt den högre chefens stridsplan, ska till det yttersta fortsätta att strida aktivt. Striden vid dessa förband samordnas om möjligt av chef för förband som avdelats för strid på djupet av motståndarens gruppering. Om sådan samordning inte kan ske, övergår de splittrade förbanden till fria kriget. Det innebär att chefen för en sådan enhet själv väljer mål och syfte med striden. Folkrätten med Soldatreglerna gäller även under fria kriget. | „ |